# Перший поділ Бенгалії

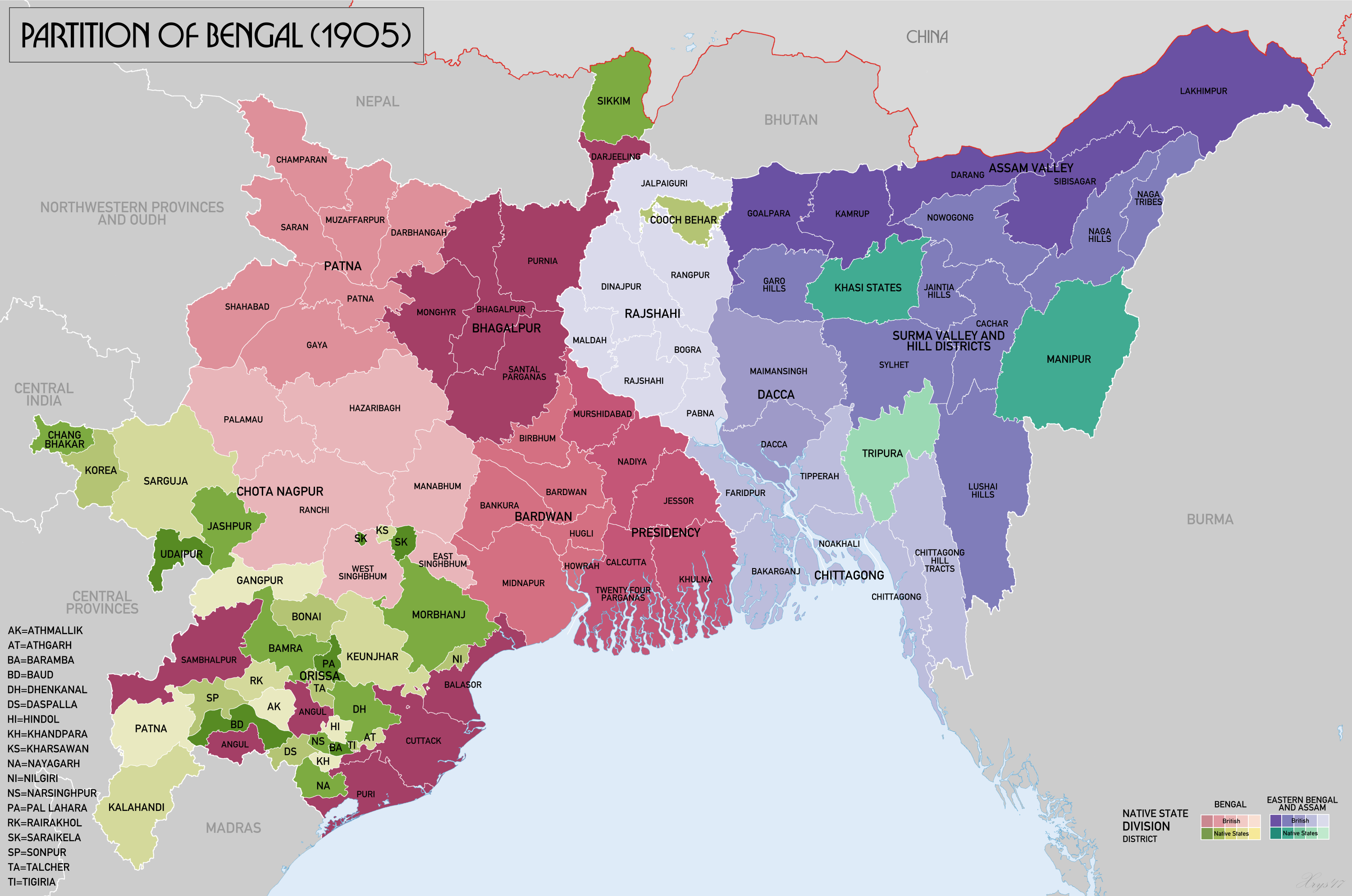
Map showing the result of the partition of Bengal in 1905. The western part (Bengal) gained parts of Odisha, the eastern part (Eastern Bengal and Assam) regained Assam that had been made a separate province in 1874

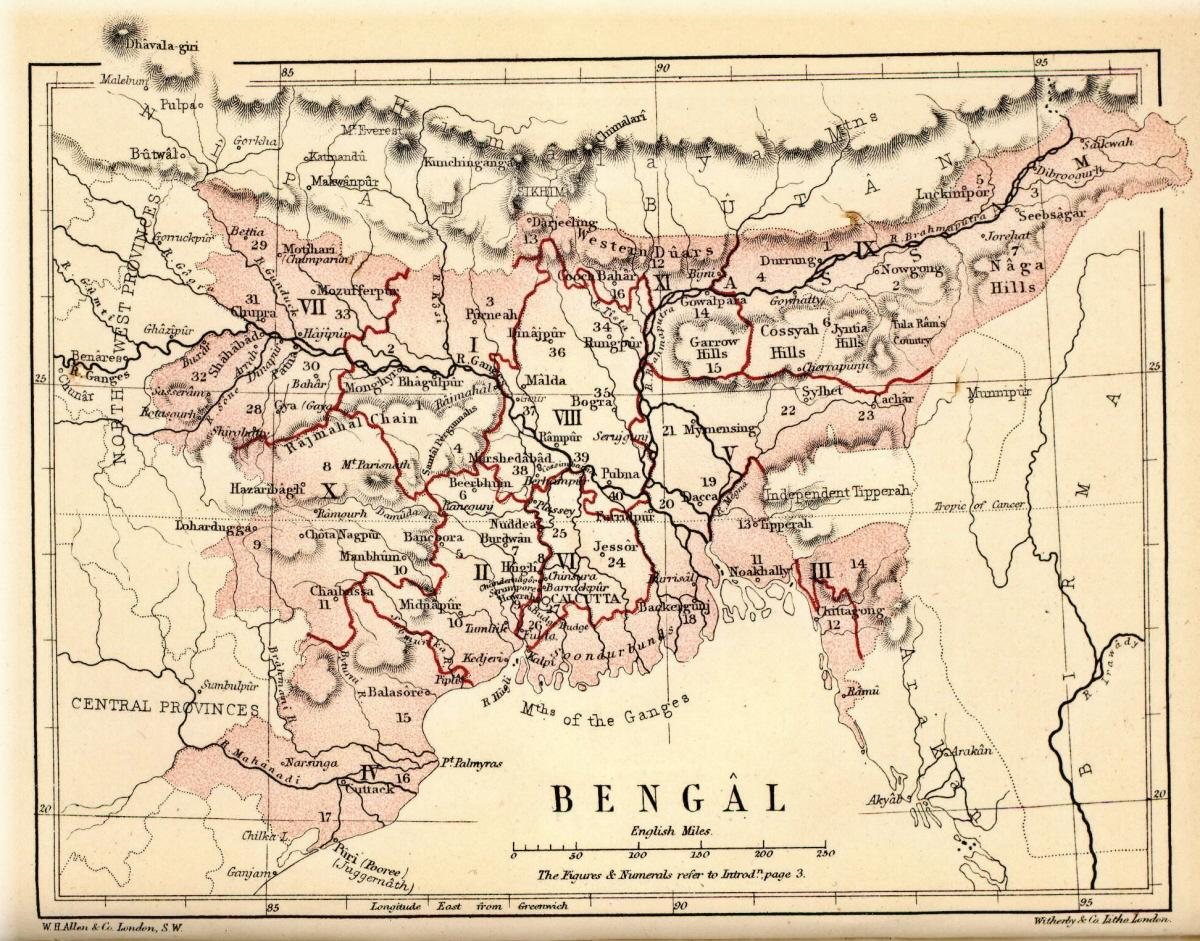
Map showing the modern day nation of Bangladesh and Indian states of Bihar, Jharkhand, Orissa, Assam, Meghalaya, Arunachal Pradesh and parts of Nagaland and Manipur within the Province before division into Bihar and Orissa and East Bengal and Assam

Перший поділ Бенгалії (1905-1911) — невдала спроба розділу історико-культурної області Бенгалія британською колоніальною владою Індії. 16 жовтня 1905 лорд Джордж Керзон, британський віцекороль Індії, віддав наказ про поділ Бенгалії. Але через початок, у тому числі й під впливом російської революції 1905, національно-визвольних потуг обидві Бенгалії, Східна та Західна, знову були об'єднані в одну адміністративну одиницю вже в 1911.
Другий поділ Бенгалії припав на 1947, коли Індія здобула незалежність, і Бенгалія була знову розділена на дві частини (за релігійною ознакою). Східна частина Бенгалії, де переважали мусульмани, відійшла до Східного Пакистану (пізніше - Бангладеш), західна частина — до сучасної Індії з центром в місті Колката.

## Передумови
Бенгалія, яка обіймала дельту річки Ганг і розташовувалася на перехресті річкових, морських та сухопутних шляхів, в кінці XIX століття була найрозвиненішою частиною Британської Індії. Наскільки це було можливо в умовах колоніального гніту британців, бенгальці, попри поділ за релігійною ознакою, досить згуртовано почали захищати національні інтереси свого регіону. Рідною для бенгальців є бенгальська мова.
Після XV століття бенгальці в релігійному відношенні розділилися на дві великі групи - сповідників традиційного індуїзму та прийшлого ззовні ісламу. Тільки незначна частина мусульман Бенгалії належить до нащадків стародавніх мусульманських завойовників Індостану (моголів, арабів, тюрків). Більшість же (98%) були тими, хто перейшов з плином часу в мобільніший в соціальному плані іслам, були індуїстами, які не бажали миритися з кастовими бар'єрами. Намагаючись зміцнити британське правління в Індії, британці ініціювали розділ, прагнучи й далі користуватися релігійними відмінностями народу в дусі своєї традиційної політики «розділяй і володарюй». Але на початку XX століття основним завданням як індуїстів, так і мусульман було повалення британського режиму, а не викроювання національно-релігійних округів.
У 1911, після безперервних заворушень свадеші, єдина Бенгалія була відновлена.

## Див. Також
- Східна Бенгалія й Ассам

## Книгопис
- David Ludden, (2013) India and South Asia: A Short History Oneworld Publications
- Burton Stein, (2010) A History of India, (2nd ed) Wiley-Blackwell
- Barbara Metcalf; Thomas Metcalf (2006). A Concise History of Modern India (2nd ed.) Cambridge University Press
- Hermanne Kulke; Dietmar Rothermund. A History of India (4th ed.) Routledge
- Ian Talbot; Gurharpal Singh (23 July 2009). The Partition of India Cambridge University Press. ISBN 978-0-521-85661-4
- Peter Hardy (7 December 1972). The Muslims of British India CUP Archive. ISBN 978-0-521-09783-3.
- Francis Robinson (1974). Separatism Among Indian Muslims: The Politics of the United Provinces' Muslims, 1860—1923. Cambridge University Press.
- Ian Talbot (2016) A History of Modern South Asia: Politics, States, Diasporas Yale University Press
- Craig Baxter (1997) Bangladesh: from a nation to a state Westview Press